# Kalamu
I Kalamu sono un gruppo musicale folk rock italiano fondato nel 2005;
Le performance dal vivo sono un mix di punk, reggae, ska, folk rock, combat folk e musica cantautorale.

## Storia del gruppo

### Esordi
Nel 2005, dopo l'esperienza in diversi stili musicali e affacciandosi alla musica folk come Ventu Novu, Luigi Sgamba, Paolo Farace, Francesco Errico, Irene Cantisani, Armando Frangella e Pasquale Perrone decidono di dar vita al progetto Kalamu.
Nei primi mesi del 2005 iniziano le registrazioni del album d'esordio Calafrica, pubblicato ufficialmente per l'etichetta Sana Records nel maggio dello stesso anno, anticipato dal singolo Kalamu uscito nel mese di marzo.
L'album è il più etnico prodotto dal sestetto calabrese, ed è composto interamente da pezzi inediti e viene supportato dal "Calafrica Tour", 50 date in giro per l'Italia dal "NunnefaKundo Festival" di Buonabitacolo (SA), dividendo il palco con i 24 Grana, all'"Auditorium FLOG" di Firenze fino ad arrivare al "Barbican Centre" di Londra per la partecipazione all'"Italian Gusto Festival".
"Nell'attività live del gruppo c'è un appuntamento che si ripete annualmente al "C.P.A. Fi. Sud" di Firenze nel corso del festival "Sgrana e Traballa", dove non c'è edizione che i Kalamu non abbiano partecipato".
In questo periodo la formazione è così composta: Irene Cantisani (voce e flauto), Paolo Farace (voce, chitarra ritmica e armonica), Francesco Errico (cori e basso), Armando Frangella (fisarmonica e violino), Pasquale Perrone (chitarra classica, mandola e chitarra battente), Luigi Sgamba (tromba, percussioni e tamburelli), ma hanno già in mente di rinnovare la loro formazione. Mentre è ancora in corso il "Calafrica Tour" (iniziato il 28 marzo 2005, finito il 12 marzo 2006), nel dicembre 2005 entra in via non ufficiale un settimo elemento, Andrea Leopardi alla batteria.
Nel gennaio 2006 iniziano le registrazioni del secondo album Cultura popolare, che contiene 11 tracce tra cui 4 popolari rielaborate e 7 pezzi inediti. Nello stesso periodo viene realizzato da Antonio Malfitano (regista calabrese) il cortometraggio I am Calabrese, che vede come colonna sonora alcuni brani tratti da Calafrica, evento che segna la collaborazione tra il regista ed il gruppo.
L'album Cultura popolare esce ufficialmente per l'etichetta Sana Records e distribuito dalla Venus Distribuzione nel maggio 2006.
Suscita grande interesse della critica e del pubblico, rendendo ufficiale la nuova formazione.
L'album viene traghettato dal singolo omonimo distribuito nelle radio italiane; attraverso le note di questo disco riescono a parlare di politica, di allegria e dell'inquietudine che si vive giorno per giorno nel loro sud come nel resto del mondo. Nel disco si intrecciano sonorità gitane, Ska, Folk e Tarantella in una perfetta armonia con il dialetto calabrese.
Per promuovere il disco viene commissionato al regista Antonio Malfitano il video del singolo Cultura Popolare e il 1º maggio 2006 prende il via il "Cultura Popolare Tour", 82 date che li vede sempre più protagonisti, in uno spettacolo di due ore senza sosta e pieno di energia, con partecipazioni a diversi festival nazionali come il "Monasterock" di Vaprio d'Adda (BG), il "Sud Sud Festival" di Milano alla Cascina Monluè insieme ad Eugenio Bennato, il "Festival dello Stretto" di Reggio Calabria, il "Festival Suoni Etno Blues" di Canistro (AQ) e il "Cultura Popolare Festival" di Milano, occasione nella quale condividono il palco con artisti di fama mondiale come Alpha Blondy e festival internazionali come il "Youth Cultur & Art Festival" di Francoforte in Germania. Partecipano anche ad eventi d'importanza storica come il 60º Anniversario delle Resistenze a Marzabotto (BO), al 28º anniversario della morte di Peppino Impastato a Cinisi (PA) e a Gießen (Germania) per il 20º Anniversario dell'ATIK (Associazione dei Lavoratori Turchi in Europa).
Nelle sedi di Radio Popolare Network, durante la trasmissione Patchanka, il 5 giugno 2006 si esibiscono anche in un mini concerto con un'intervista.
"Nel 2007 con la loro musica ed il loro spettacolo live partecipano alla raccolta fondi per il piccolo Riccardo Pio D'Avanzo affetto dalla Sindrome di West".
"Il brano Cultura popolare viene inserito nelle compilation Rock e Contaminazione (luglio 2006) e Arci Libertà e Musica (novembre 2007)".

### Bevo alla vita e l'addio del chitarrista classico
Il "Cultura Popolare Tour" finisce il 10 febbraio del 2008 che vede Pasquale Perrone esibirsi per l'ultima volta con i Kalamu.
Pasquale decide di abbandonare la vita on the road per dedicarsi alla musica classica e all'insegnamento, ma partecipa alle registrazioni del terzo lavoro discografico Bevo alla vita.
Le registrazioni iniziano nel novembre 2007, segnando un nuovo cambio di stile.
Un album di transito verso un nuovo sound, legato ad un linguaggio semplice e diretto tra lingua italiana ed il dialetto calabrese; composto da 10 brani di cui 9 inediti.
Il brano che dà il titolo all'album viene scritto dopo il concerto nel quartiere ZEN di Palermo, chiaro segno che l'esperienza live si riversa nei loro lavori discografici.
Nel maggio del 2008 esce ufficialmente per l'etichetta Sana Records e distribuito dalla Venus Distribuzione Bevo alla vita, anticipato dal singolo radiofonico 1.2.3 Rivoluzione, confermando il positivo sodalizio con il regista Antonio Malfitano che ne dirige il video.
Il 1º maggio 2008 è la prima data delle 86 che compongono il "Bevo alla Vita Tour".
I Kalamu decidono di rimanere in 6 e quindi di non sostituire Pasquale Perrone, così Luigi Sgamba riabbraccia il suo vecchio strumento, la chitarra.
I live vengono caratterizzati da una notevole energia e dal sempre crescente pubblico che segue il gruppo, riscuotendo sempre più interesse oltre i confini, in particolar modo in Germania e Spagna, ormai tappe fisse dei loro spettacoli, con partecipazioni ad importanti festival come il "Fiestizaje Festival" di Villafranca del Bierzo (Spagna), i "Canti di Settembre" a Bastia (Corsica) e Oberstenfeld in Germania. Tra le date italiane il "Novegro Summer Festival" di Milano (tra gli artisti presenti al festival: Nomadi, Rita Marley, Roy Paci & Aretuska, Marlene Kuntz e The Chieftains), il "Sud East Festival" al "Carroponte" di Sesto San Giovanni (MI) e il "Musaca Festival" di Petrosino (TP).
"Il concerto tenutosi il 17 maggio 2008 presso lo "Spazio Oltrecaffè" "Ex Birrificio Zithum" di Milano, verrà in parte trasmesso su Rai Due, andato in onda il 2 settembre dello stesso anno nel programma "Follia Rotolante".
"Nel corso degli anni altre reti televisive dedicando degli speciali ai Kalamu e alla loro musica, adottando anche dei loro brani come sigle di vari programmi".
"Altri eventi che segnano il percorso artistico/umano del gruppo sono il concerto tenutosi nel campo rom in via di Salone a Roma per il 19º anniversario della Dichiarazione dei Diritti del Fanciullo, il concerto per la manifestazione nazionale contro le "Navi dei Veleni" Amantea (CS), un concerto di solidarietà davanti al Carcere Sollicciano (FI) e la partecipazione al Premio Antimafia "Giannino Lo Sardo" (citato nel brano “Insieme ce la faremo”)".

### Costruiamo palazzi e il sound sempre più rock
Tra i mesi di gennaio e febbraio del 2010 sono di nuovo in studio per ultimare il loro quarto album, Costruiamo Palazzi, album dal carattere rock uscito per la CPSR Produzioni e distribuito dalla Venus Distribuzione nel maggio del 2010, strutturato da 12 tracce, di cui 11 inedite. Il singolo che anticipa l'intero album è L'acqua fa male, brano del nuovo videoclip girato dal regista Antonio Malfitano, mentre il brano Costruiamo Palazzi viene inserito nella compilation BEAT vs LUNATIK vol.4.
Una chiara rottura dagli schemi del folk calabrese, dove le chitarre elettriche si fanno avanti seguite da sintetizzatori e suoni sempre più distorti, mescolati tra venature punk ed echi di rock progressivo, il tutto amalgamato dai testi che parlano del malessere sociale e della voglia di fuggire dalla realtà. L'album accende l'interesse della critica e viene recensito da numerose riviste del settore ma non solo.
Moltissime sono le interviste radiofoniche, le partecipazioni a convegni e talk-show che li vedono protagonisti.
"Nello stesso periodo prendono parte con una piccola esibizione live acustica nel film documentario ¿Necesitas algo, nena?, che racconta la storia di Ángela María Aieta (nata a Fuscaldo nel 1920) ed emigrata in Argentina, dove fu vittima della dittatura diventando una "desaparecida": film realizzato dalla regista Laura Chiossone e prodotto da Francesca Chiappetta" realizzato col patrocinio di "Amnesty International".
Il 20 marzo 2010 parte il "Costruiamo Palazzi Tour", 119 date dove l'anima rock viene allo scoperto, travolgendo tutto e tutti, lasciando fuori sonorità che appartenevano al primo periodo della loro crescita artistica, dando il benvenuto ad un'adrenalina folk punk in più di due ore di spettacolo senza sosta.
Tra le tappe del "Costruiamo Palazzi Tour" ci sono: il “Peperoncino Sud Festival” (Milano) con Après La Classe e Officina Zoè, “UP Festival” (Pavia), il “Notte Rock” a Finale di Pollina (PA), il "Forum Sociale Antimafia" di Cinisi (PA), il "Che Festival" (Genova), "Festival Mediterraneo Antirazzista" Ballarò (Palermo), "Fleckenfest" di Oberstenfeld (Germania), "Festival del Mediterraneo" (Genova), il ritorno al "Fiestizaje Festival" in Spagna, il "Rinascita in Festa" di Cinquefrondi (RC), al “YGD Festival“ di Francoforte in Germania e un mini tour in Austria
"Nel 2011 il regista Antonio Malfitano realizza Kalafrica, musical teatrale che racconta l'unita d'Italia, strutturato sulle canzoni dei Kalamu, utilizzando versi originali o adattati dal regista stesso".
"Sempre nel 2011 il brano Da mare a mare viene utilizzato per la colonna sonora del cortometraggio The Barefoot Humanity/L'umanità scalza diretto dal regista Americo Melchionda e prodotto dalla Ram Film ".

### Giro vago e l'addio della voce femminile
Nel 2012 decidono di festeggiare più di dieci anni insieme, prima come Ventu Novu e poi come Kalamu, pubblicando per l'etichetta CPSR Giro vago, album che raccoglie 13 brani dei precedenti lavori riarrangiati e tre inediti. Dal 22 aprile dello stesso anno al 31 dicembre del 2013 si evolve il tour promozionale, 84 date in giro per l'Europa tra cui il "Meeting del Mare" di Marina di Camerota (SA) (tra gli artisti del festival: J-Ax, Modena City Ramblers e Il Teatro degli Orrori), "Festival delle Culture" di Augusta Germania, "Festival dei due Parchi" Castelsaraceno (PZ) (headliner di una delle tre serate, tra gli altri artisti, Caparezza) e il Festival "Urlo degli Enotri" di Tortora (CS), ospiti della prima serata insieme ai Zen Circus e alla Brunori Sas, la  decima edizione del "Fiestizaje Festival" in Spagna e alla 19ª edizione del "Musica W Festival" di Castellina Marittima (PI). La stagione estiva 2013 si conclude con un mini tour in Polonia, tre date in tre distinte località all'interno del "Miedzynarodowy Festival ".
Il 14 febbraio 2014 Irene Cantisani annuncia attraverso la pagina ufficiale di Facebook che non farà più parte del gruppo:
"Un saluto a tutte le persone che in questi anni mi hanno seguito musicalmente. Sono fuori dai Kalamu, è andata così...non volevo ma, alla fine, il risultato non cambia... grazie del calore, dei sorrisi, dei bei momenti che tutti mi avete trasmesso... già mi mancano... e per l'ultima volta...peace and folk da...Irene dei Kalamu".
Nell'aprile 2014 esce "Grande Sud" un film di Daniele Cribari, l'Acqua fa male, A sud e Cammina sono i tre brani dei Kalamu che fanno parte della colonna sonora.
Il primo maggio 2014 parte il nuovo tour, la formazione rimane in cinque, l'ex vocalist Irene Cantisani non viene sostituita, mentre il bassista Francesco Errico, per problemi personali non prenderà parte a tutte le date del nuovo tour e verrà sostituito da Vincenzo Mastrelia, tra le date : Mauthausen Austria, Roma  concerto per la Nakba palestinese, Genova "Che Festival" , Lamezia Terme (CZ) "Giornata Mondiale del Rifugiato".
Il 27 settembre si esibiscono dopo l'arrivo del corteo In piazza Santi Apostoli a Roma per la Manifestazione Nazionale indetta dalle Comunità Palestinesi: durante la loro esibizione dividono il palco con Pilar Castel (autrice attrice regista teatrale) che per l'occasione recita una poesia musicata dai Kalamu.
Nei primi mesi del 2015 iniziano i lavori per il sesto album, mentre il primo febbraio 2015 la band si reca a Modena per ritirare il Premio Chiarini, dedicato alla figura del giornalista del Manifesto Stefano Chiarini. Il riconoscimento al Gruppo musicale “Kalamu” va per il loro impegno nella costante lotta alle mafie ed alla ricerca di una comunicazione tra tutti i popoli e per l'impegno sul tema del Medio Oriente e in particolare della Palestina. Durante la manifestazione si sono esibiti in un mini live, come chiusura dello spettacolo hanno cantato Bella ciao insieme a Moni Ovadia.
il 19 aprile 2015 si esibiscono a Bulciago (LC) per ricordare Vittorio Arrigoni all'interno della manifestazione "Ricordando VIK" (durante il live eseguono alcuni brani che faranno parte del nuovo album).
Il 26 agosto 2015 sul canale You Tube viene pubblicato il video di "Quando piove", primo singolo estratto del sesto album in uscita nel 2016. IL video, realizzato dal regista Antonio Malfitano, contiene immagini tratte dall'alluvione che ha colpito i comuni di Rossano e Corigliano Calabro il 12 agosto 2015. La canzone "Quando piove" è stata scritta dopo l'alluvione del 9 e 10 ottobre 2014 di Genova.
IL 5 settembre 2015 dopo un infortunio di Andrea , ma soprattutto dopo aver appreso che alla manifestazione Rossano Sona fest bier (serata per la raccolta fondi pro alluvionati) tra i musicisti e non che avrebbero dovuto esibirsi quella sera ci sarebbe stato un noto personaggio fascista calabrese che in quel periodo godeva di notorietà, declinano la loro presenza, dichiarando apertamente di non voler dividere il palco con lui.
Nella primavera del 2016 i Kalamu vengono contattati da Musicraiser, che illustra loro il Crowdfunding, così il 9 maggio 2016 parte la loro campagna di crowdfunding per il preordine del loro nuovo album. Per l'occasione fanno un video con una canzone promozionale che illustra il loro progetto in fase di lavorazione: la campagna parte bene, ma poi decidono di non pubblicizzare più l'attività di crowdfunding abbandonando il tutto non raggiungendo il budget preimpostato, perché non hanno trovato riscontro nelle promesse fatte da Musicraiser.
Da Settembre 2016 per problemi di salute di Andrea il batterista, i Kalamu si prendono un periodo di pausa, rimandando l'uscita del nuovo album e bloccando l'attività live per tutto il 2017. Si sono esibiti solo in un mini concerto il 26 maggio 2017 al C.P.A. Fi sud di Firenze nella consueta manifestazione "Sgrana e traballa, con una formazione rivisitata con Luigi il chitarrista in veste di batterista percussionista , per l'occasione hanno eseguito anche il brano dei Pogues "Fiesta" con l'adattamento del testo in italiano.
Il 10 ottobre 2017 sulla pagina Facebook e sul canale You Tube viene pubblicato il video amatoriale della canzone "La parusia del Che" testo scritto da Antonio Malfitano in occasione del cinquantesimo anniversario della morte di Ernesto Che Guevara, musica ed esecuzione di Paolo Farace.

## Formazione
- Paolo Farace - (dal 2005) voce, chitarra acustica e armonica
- Francesco Errico - (dal 2005) cori e basso
- Armando Frangella - (dal 2005) fisarmonica, violino, pianoforte, tastiere e sintetizzatori
- Luigi Sgamba - (dal 2005) chitarra elettrica
- Andrea Leopardi - (dal 2006) batteria

## Ex componenti
- Irene Cantisani - (2005-2014) voce e flauto
- Pasquale Perrone - (2005-2008) chitarra classica e mandola

## Turnisti
- Vincenzo Mastrelia - (dal 2014 al 2016)basso

## Discografia
- 2005 - Calafrica
- 2006 - Cultura popolare
- 2008 - Bevo alla vita
- 2010 - Costruiamo palazzi
- 2012 - Giro vago

## Colonna sonora
- 2006 - I am Calabrese
- 2011 - The Barefoot Humanity/L'umanità scalza
- 2014 - Grande sud

## Compilation
- 2006 - Rock e Contaminazione,presenti con il brano cultura popolare.
- 2007 - Arci Libertà e Musica, presenti con il brano cultura popolare.
- 2010 - BEAT vs LUNATIK vol.4., presenti con il brano Costruiamo Palazzi.

## Riconoscimenti
- Premio Chiarini -